# Josef Zich
Josef Zich est un inventeur et fabricant de verre autrichien, rattaché au mouvement Biedermeier.
À partir de 1788, Zich fonde une manufacture de verre du nom de Zich’sche Hütte, et devient un fabricant de premier plan de l’empire d’Autriche. Son fils du même nom travaille aussi avec lui.
Il dépose un brevet pour un procédé de fabrication du verre qu’il a développé. Certaines de ses techniques permettent la production de Metallglas et Steinglas, des verres imitant les textures et couleurs métalliques et de pierres.
Il produit ainsi pour la maison impériale autrichienne. De par sa réputation, il est mentionné à l’époque dans le livre Der Wanderer Im Waldviertel de J.A.F. Reil.